# Robert Mandan
Robert Mandan (Clever, 2 febbraio 1932 – Los Angeles, 29 aprile 2018) è stato un attore statunitense.

## Filmografia parziale

### Cinema
- Il caso Carey (The Carey Treatment), regia di Blake Edwards (1972)
- La morte arriva con la valigia bianca (Hickey & Boggs), regia di Robert Culp (1972)
- MacArthur il generale ribelle (MacArthur), regia di Joseph Sargent (1977)
- Il più bel casino del Texas (The Best Little Whorehouse in Texas), regia di Colin Higgins (1982)
- Zapped! - Il college più sballato d'America (Zapped!), regia di Robert J. Rosenthal (1982)
- Teddy Bears' Picnic, regia di Harry Shearer (2002)

### Televisione
- From These Roots – serie TV, 792 episodi (1959-1961)
- The Doctors – soap opera, 6 puntate (1963)
- Hawk l'indiano (Hawk) – serie TV, episodio 1x11 (1966)
- Aspettando il domani (Search for Tomorrow) – soap opera, 4 puntate (1966-1970)
- Caribe – serie TV, 13 episodi (1975)
- Bolle di sapone (Soap) – serie TV, 76 episodi (1977-1981)
- You Can't Take It with You, regia di Paul Bogart – film TV (1979)
- Soldato Benjamin (Private Benjamin) – serie TV, 20 episodi (1982-1983)
- Tre per tre (Three's a Crowd) – serie TV, 22 episodi (1984-1985)
- Perry Mason: Per un antico amore (Perry Mason: The Case of the Lost Love) – film TV (1987)
- Love Boat (The Love Boat) – serie TV, 6 episodi (1978-1987)
- Santa Barbara – soap opera, 13 puntate (1990-1991)
- Il tempo della nostra vita (Days of Our Lives) – soap opera, 41 puntate (1997-1998)

## Doppiatori italiani
Nelle versioni in italiano delle opere in cui ha recitato, Robert Mandan è stato doppiato da:
- Rino Bolognesi in Love Boat (ep. 1x21)
- Giorgio Bandiera in La signora in giallo
- Michele Kalamera in Star Trek: Deep Space Nine
- Stefano Mondini in Love Boat (ep. 2x17, ridoppiaggio)